# WASP-12b
WASP-12b是由SuperWASP使用凌日法於2008年4月1日發現環繞著WASP-12的一顆系外行星。由於WASP-12b環繞的軌道非常靠近母恆星，它是已知系外行星中密度最低者之一（因為接受母恆星的輻射能而膨脹）。該恆星的軌道周期只比一天略長一點，而地球環繞太陽一周要365天。它與母恆星的距離只有地球與太陽距離的1/44，軌道離心率則與木星相同。2013年12月3日，天文學家報告以哈伯太空望遠鏡觀測WASP-12b的大氣層時發現了水的存在。2014年7月，NASA宣布在包含WASP-12b的3顆系外行星上偵測到極乾燥大氣層（另外兩顆為HD 189733 b和HD 209458 b）。
2017年9月，天文學家宣布以哈伯太空望遠鏡觀測結果顯示，WASP-12b表面可吸收94%的入射光輻射。因此WASP-12b被形容其外觀有如瀝青一般黑暗，是被稱為「黑色瀝青」的熱木星。

## 特性

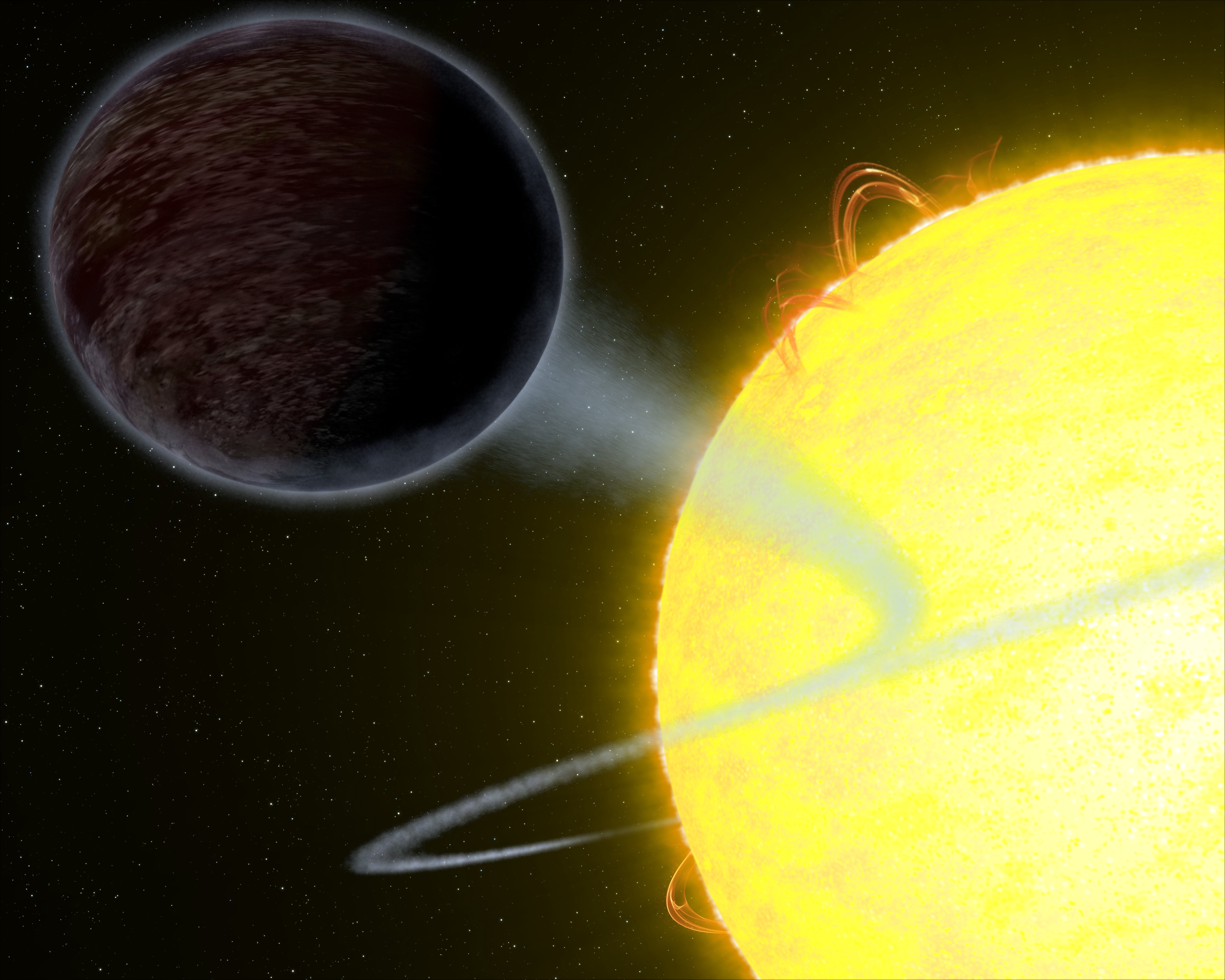
WASP-12b表面吸收94％的照射在其上的光輻射能，導致該行星的反照率，即反射光強度與入射光強度比值非常低。

這顆行星因為極為靠近WASP-12，所以受到潮汐力的扭曲成為卵形，並且以每年大約10−7 MJ的速率將大氣層的氣體剝離。前述就是所謂的「潮汐加熱」，以及WASP-12b與其母恆星極為接近，兩項條件結合起來使WASP-12b表面溫度超過2,500 K（2,200 °C）。
在2010年5月20日，天文學家以哈伯太空望遠鏡觀測結果指出WASP-12b正在被母恆星吞噬。儘管之前科學家已經意識到行星可能被母恆星吞噬，這還是第一次如此明確觀測到這樣的事實。NASA的天文學家預測WASP-12b的壽命剩下約1000萬年。
另外，北京大學李抒璘（Shu-lin Li）等人對WASP-12b的使用哈伯太空望遠鏡的宇宙起源頻譜儀進行觀測。該次觀測最終確認成果於2009年2月的《自然》期刊。WASP-12b的大氣層大幅膨脹至半徑約為木星的3倍，而它的質量只比木星高40%。

### 碳含量
最近的觀測證據顯示，WASP-12b具有相當高的碳/氧含量比，而且明顯高於太陽，這顯示它是富含碳的氣態巨行星。與觀測值相符合的碳/氧含量比大約為1，而太陽為0.54。碳/氧含量比的研究認為富含碳的行星可能在恆星系統內形成。該研究團隊的其中一位研究人員評論：「當碳含量多於氧時，你將會碰到純碳組成的岩石，如鑽石或石墨。」
一篇已發表的研究論文指出：「即使沒有觀測到像WASP-12b這樣富含碳的巨大行星，理論模型仍預測有許多主要由碳組成的固體行星存在。例如可能會有內部成分由石墨或鑽石為主導的行星存在，而地球的岩石主要成分為矽酸鹽。」這些主張引起媒體關注，部分人士甚至稱WASP-12b為「鑽石行星」。
WASP-12b在大氣層中的碳則以一氧化碳和甲烷的形式存在。這項研究發表在《自然》期刊上。

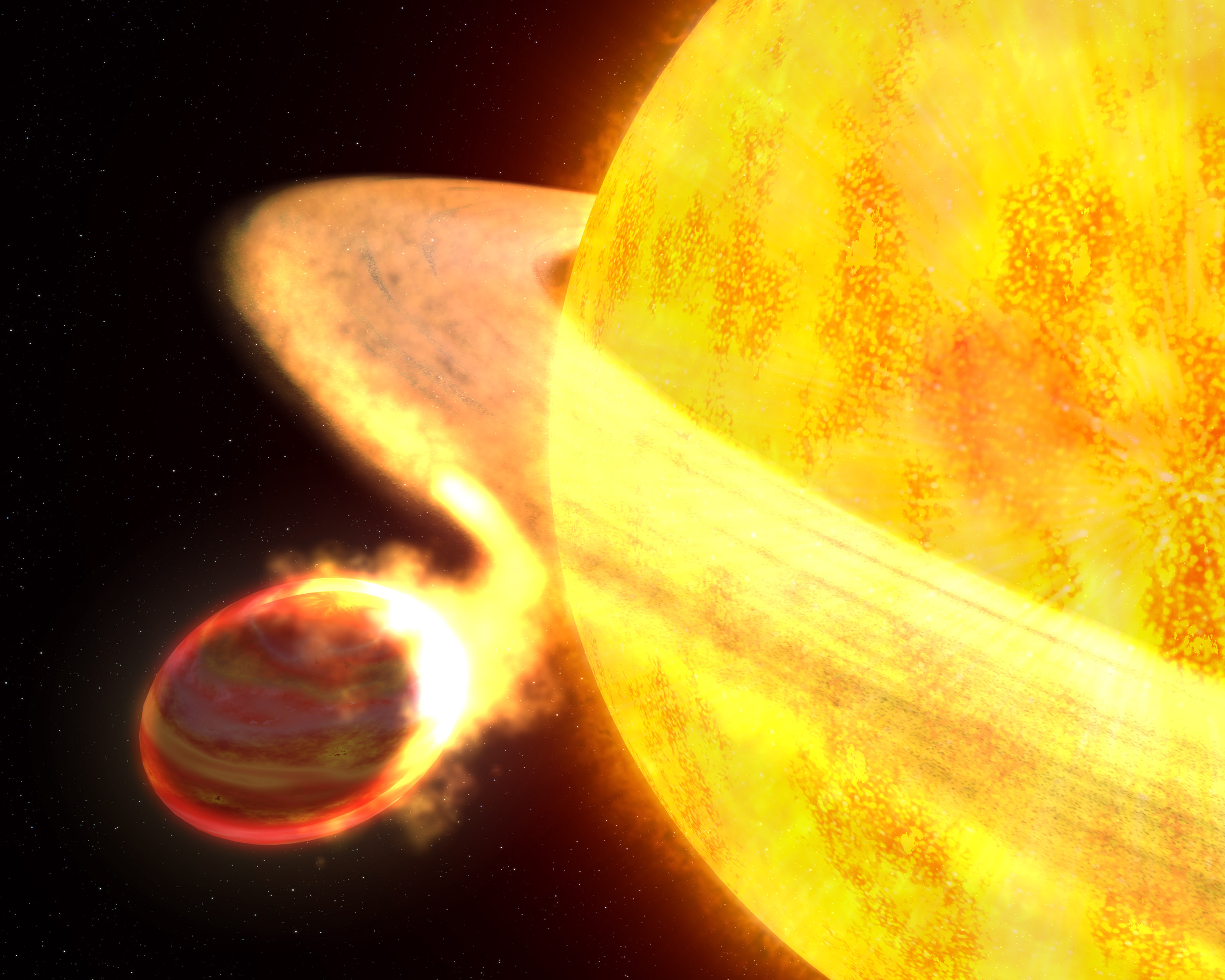
藝術家想像WASP-12b被WASP-12吞噬的景象。
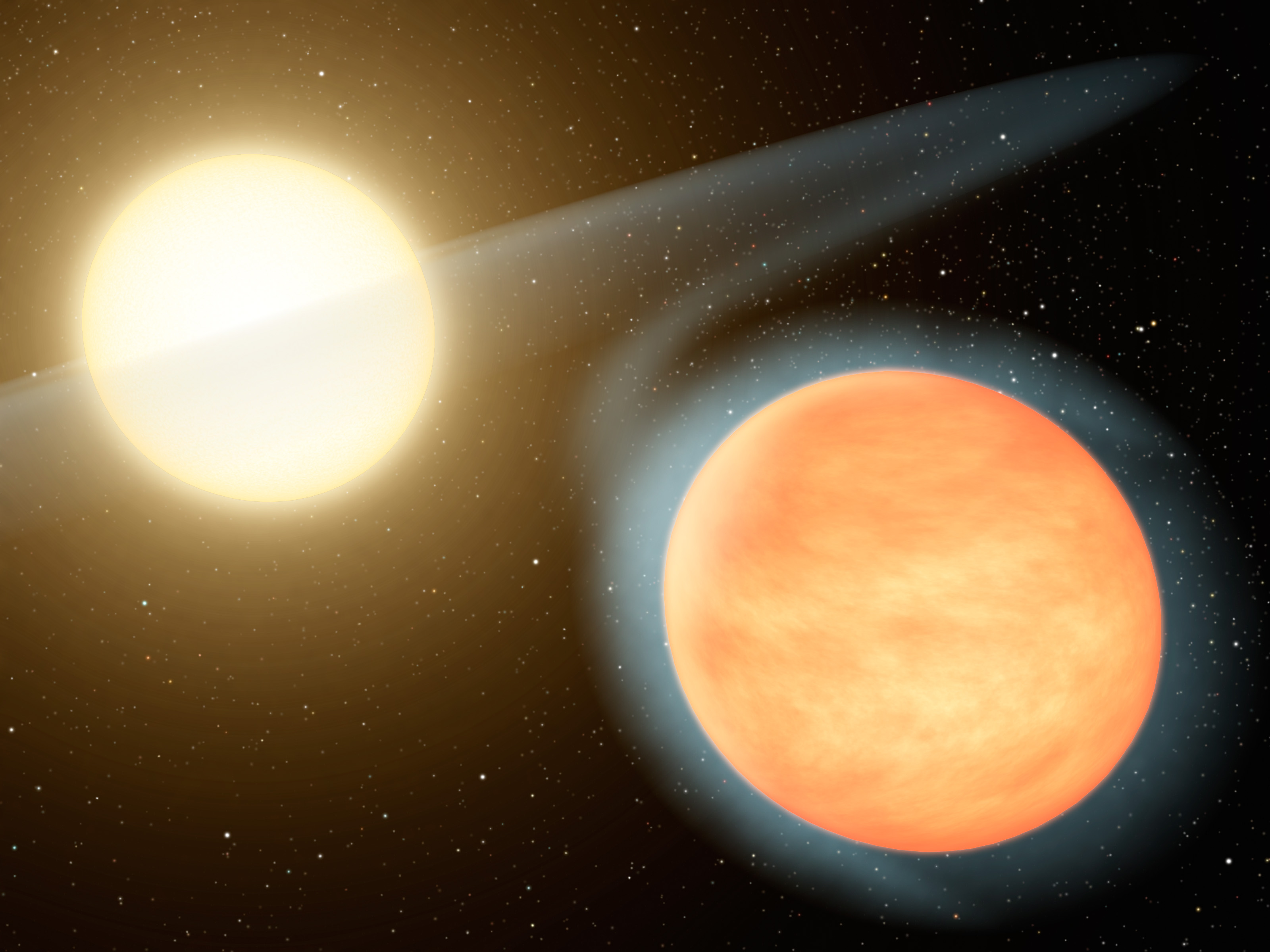
富含碳的高溫系外行星WASP-12b及其母恆星（該圖繪製時，WASP-12b的反照率等表面狀況不明）。
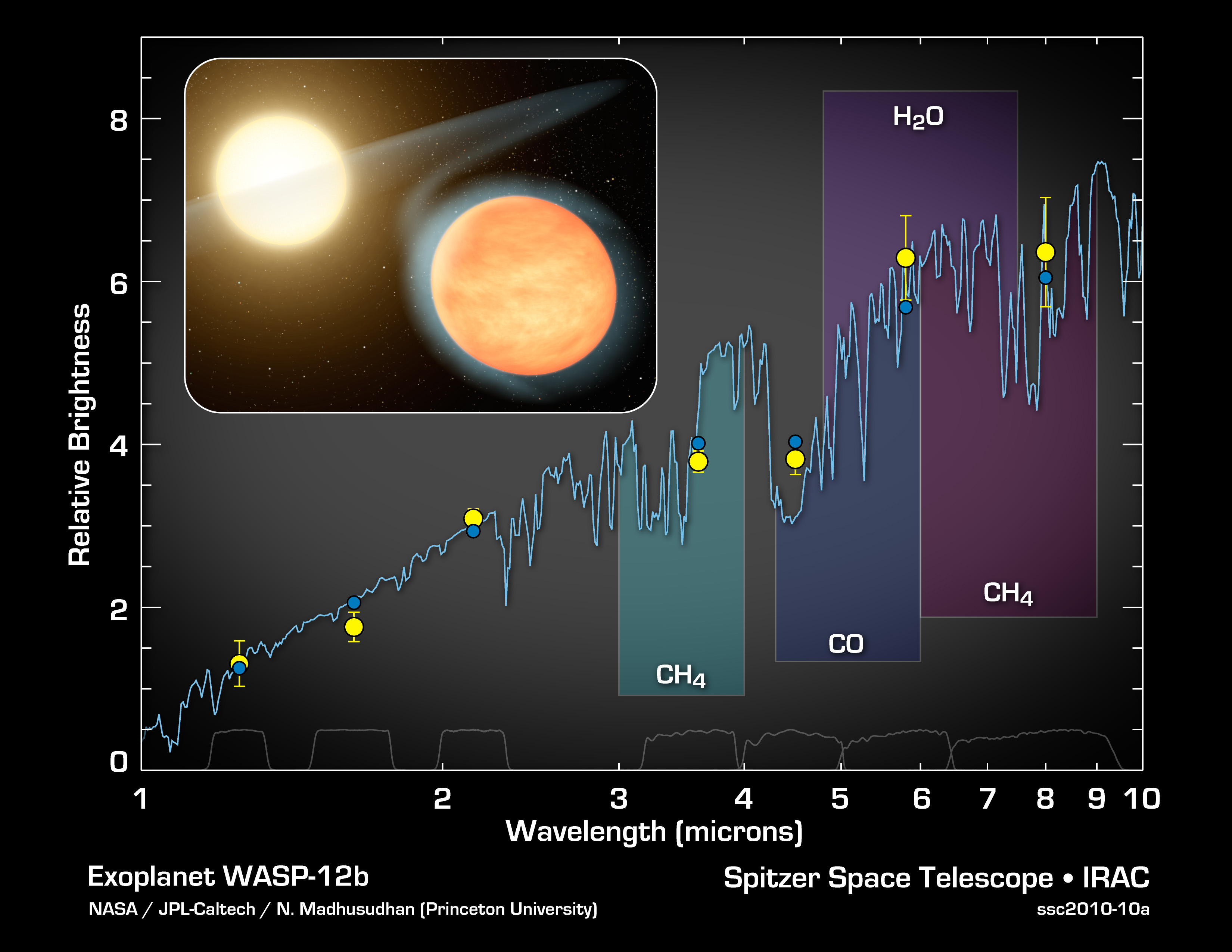
WASP-12b和其母恆星WASP-12，背景為紅外線光譜觀測結果，可從觀測結果指出各種不同種類的化學分子。

## 潛在的系外衛星候選天體
俄羅斯天文學家正在研究這顆行星變化的曲線，並從觀測資料發現有規律的光斑存在，這暗示在WASP-12b周圍至少實質存在一顆衛星。這是不可預料的，因為熱木星型行星預期會在其短時間的地質時間尺度內大量損失衛星。

## 外部連結
维基共享资源上的相關多媒體資源：WASP-12b
- SuperWASP Wide Angle Search for Planets: The Planets（页面存档备份，存于）, SuperWASP.
- Star-hugging planet is hottest and fastest found, New Scientist.
- BBC News - Hubble spots a planet-eating star
- WASP-12b in transit (lightcurve) （页面存档备份，存于）